# Кайседо, Хуан
Хуан Давид Кайседо Васкес (англ. Juan David Caicedo Vásquez; род. 12 апреля 1996 года, Тумако, Колумбия) — колумбийский футболист, защитник клуба «Патриотас Бояка».

## Клубная карьера
Кайседо — воспитанник клуба «Университарио Попаян». 21 апреля 2013 года в матче против «Вальедупар» он дебютировал в колумбийской Примере B. Летом 2016 года Хуан перешёл в мексиканский «Сантос Лагуна». 26 сентября в матче против «Тихуаны» он дебютировал в мексиканской Примере.

## Международная карьера
В 2013 году в составе юношеской сборной Колумбии Кайседо принял участие в юношеском чемпионате Южной Америки в Аргентине. На турнире он сыграл в матче против команды Парагвая.